# Más madera!
Más Madera! va ser una revista de còmic publicada en 1986 per Editorial Bruguera. El seu director va ser Alfons López i Tufet.

## Trajectòria editorial
"Más madera!" va ser una de les tres revistes que l'editorial Bruguera va traure en 1986, any del seu tancament (les altres dos foren "TBO" i Monstruos & Co."). Estes revistes van aparèixer un any després que la majoria dels dibuixants de la casa abandonara l'editorial, que havia declarat el concurs de creditors en 1982."Más madera!" va ser realitzada pel denominat Equipo Butifarra, provinent de la revista homònima.
| Aparició | Números | Títol                | Autor                    | Procedència |
| -------- | ------- | -------------------- | ------------------------ | ----------- |
| 1986     |         | Lula                 | Frankfurt/L. Largo       |             |
| 1986     |         | Puzzle               | Xavier Roca/Das Pastoras |             |
| 1986     |         | Fuera de juego       | Boixaderas/Sarto         |             |
| 1986     |         | Bidouille y Violette | Hislaire                 |             |